# 松平頼寧
松平 頼寧（まつだいら よりやす）は、江戸時代前期の常陸国府中藩の世嗣。官位は従四位下・肥後守。

## 略歴
初代藩主・松平頼隆の次男として誕生。母は姜（高橋氏）。
延宝6年（1678年）、長兄・頼方が早世したため、府中藩嫡子となる。翌延宝7年（1679年）、従四位下肥後守に叙任されたが、家督を相続することなく元禄2年（1689年）に死去した。代わって弟・頼如が世子となった。